# Джэксонвилл (Северная Каролина)
Джэксонвилл (англ. Jacksonville) — город в Северной Каролине, административный центр округа Онслоу. В 2008 году в городе проживало 81 863 человек. Расположен к западу от города Уилмингтон. Вокруг города расположено несколько крупных военных баз армии США, в том числе Корпус морской пехоты США. Благодаря наличию большого количества военного персонала средний возраст населения — 22,9 года. Это самый молодой город США.

## История
Ранняя история Джэксонвилла начинается с окончанием Тускарорских войн к 1713 году. Усмирение воинственных индейских племён позволило начать постоянную колонизацию района между современными городами Нью-Берн и Уилмингтон. У истоков Нью-Ривер началось производство, связанное с судостроением, в частности получение скипидара. Вниз по течению вдоль берега был построен парк и существовал Уонтлендский паром.
В 1752 году сильный ураган разрушил центр округа Джонстон и для строительства нового здания суда было выбрано место ниже по течению Нью-Ривер у Уонтлендского парома. Местность была известна как Онслоуский суд. В 1842 году город был переименован в Джэксонвилл в честь президента Эндрю Джексона.
Джэксонвилл, как и округ Онслоу в целом, был экономически связан с судостроением, производством лесоматериалов и выращивание табака. В 1939 году полковник Джордж Гиллетт из Американского инженерного корпуса картографировал местность от Форт-Монро в Вирджинии до Форт-Самтер в Южной Каролине. Дельта Нью-Ривер и участок побережья округа Онслоу заинтересовал военное ведомство с точки зрения строительства военно-морской тренировочной базы. В результате этого ведомством был выкуплен участок в 400 км² вдоль восточного берега Нью-Ривер и в 1941 году здесь были возведены Морские казармы, которые позже стали Базой морского корпуса Лагерь Лежён.
Строительство лагеря Лежён привело к сильному росту населения городка, где до этого проживало лишь 800 человек. Сюда мигрировали рабочие, молодые семьи моряков и военные пенсионеры. В настоящее время экономика Джэксонвилла основана на торговле и обслуживании. Основной источник роста населения города — Корпус морской пехоты США.